# رافانا (مدينة)

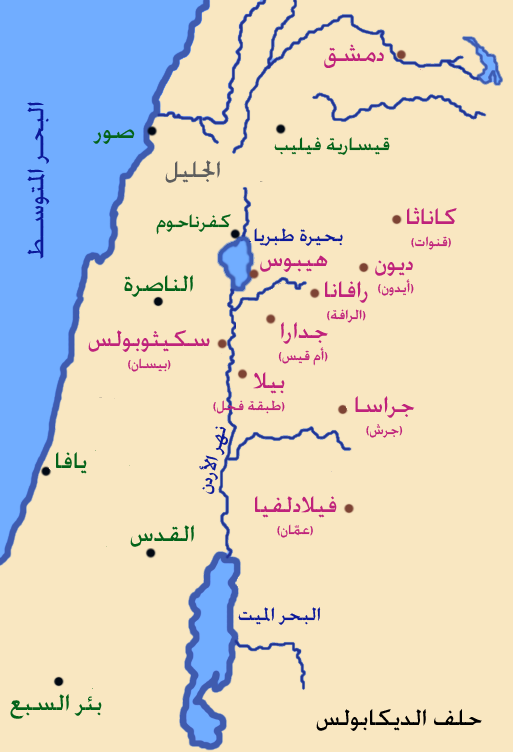
خريطة ديكابولس توضح موقع رافانا

رافانا  كانت مدينة من ضمن حلف الديكابولس، وهي تقع في شمال حدود دولة الأردن في الوقت الحالي. ويعتقد أنها تقع شمال بلدة أم قيس في سهل أبيلين. وعادة ما يتم التعرف عليها على أنها بلدة حرثا (إربد)، وهو موقع في شمال الأردن. أي بمعنى آخر، رافانا هي نفسها البلدة حرثا (إربد)، حيث استعمل الاسم رافانا خلال المرحلة الرومانية.
لكن أظهرت الأبحاث الحديثة موقعًا محتملًا لرفانا في الطرف الشمالي الشرقي من منطقة الديكابوليس الذي يقع في جنوب سوريا في الوقت الحالي، حوالي 30 كم شكال مدينة درعا.
لبعض الوقت كانت المدينة هي المعسكر الأساسي للفيلق الروماني، فيلق صاعقة الرعد الإثني عشر (فولميناتا).